# ویس فان دونگن
ویس فان دونگن (هلندی: Wies van Dongen؛ زادهٔ ۳۰ ژوئیهٔ ۱۹۳۱ – ۲۵ مهٔ ۲۰۲۲) دوچرخه‌سوار اهل هلند بود.